# Como dos gotas de agua
Como dos gotas de agua es una película de comedia musical en coproducción de España y Argentina de 1963, escrita y dirigida por Luis César Amadori, y protagonizada por Pili y Mili, junto a Isabel Garcés. Esta película constituye el debut cinematográfico de las hermanas gemelas, Pilar Bayona "Pili" y Aurora Bayona "Mili", bajo el nombre del dúo artístico femenino, Pili y Mili.

## Argumento
Un organillero, Chapin, quiere llevar a un colegio del Patronato para la protección de menores a una chica huérfana de quince años, Pili, a quien tenía acogida. Un hombre de negocios, Ricardo Arriaga, ha estado varios años en el extranjero, alejado de su hija Mili, huérfana de madre que vive con su cuñada Teresa, pero los desacuerdos con ella hacen que quiera reclamarle a su hija por vía judicial. La abogada Ángela Goñi se ocupa de ambos asuntos y, aprovechándose del parecido asombroso que hay entre las dos mujeres, montará un elaborado plan para conseguir la felicidad de todos los implicados.

## Banda sonora
- Con permiso de papá
- Ponle sal
- Lección de clásico
- Ballet 'Blues y tambores'
- Algunos de los números musicales cuentan con la participación del ballet de Alfredo Alaria.

## Reparto
| Intérprete            | Personaje               |
| --------------------- | ----------------------- |
| Pilar Bayona Sarriá   | Pilar Benítez 'Pili'    |
| Aurora Bayona Sarriá  | Milagros Arriaga 'Mili' |
| Isabel Garcés         | Ángela Goñi             |
| Manolo Morán          | Gregorio 'El Chopín'    |
| Luis Dávila           | Ricardo Arriaga         |
| Trini Montero         | Marcela Bonelli         |
| Jaime Blanch          | Raúl Arriaga            |
| Mariano Azaña         | Juez Agustín Palacio    |
| Tony Soler            | Magdalena               |
| José Morales          | Secretario de Ángela    |
| Xan das Bolas         | Martínez                |
| José Franco           | Pepe el mayordomo       |
| Adrián Ortega         | Alvareda                |
| Jesús Guzmán          | Casimiro                |
| Jorge Llopis          |                         |
| Mario Morales         |                         |
| Eric Chapman          | Mr. Carl Jones          |
| Inés Marco            |                         |
| Emilio Gutiérrez Caba | Pretendiente de Pili    |
| Valentín Tornos       | Ujier                   |
| Miguel Armario        |                         |
| Manuel Guitián        |                         |
| Antonio Braña         |                         |
| Victor Servant        |                         |
| Susana Campos         | Teresa                  |